# 环境监测

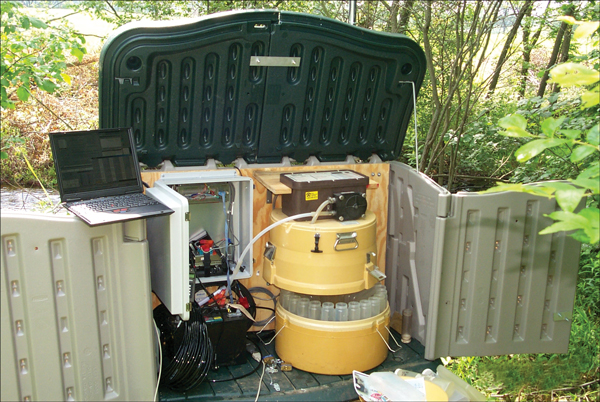
自动化的环境监测站，用以測量和記錄氣溫和环境污染物含量等。

作業环境监测是通过对人类和环境有影响的各种物质的含量、排放量的检测，跟踪环境质量的变化，确定环境质量水平，为环境管理、污染治理等工作提供基础和保证。简单地说，了解环境水平，进行环境监测，是开展一切环境工作的前提。
作業环境监测通常包括背景调查、确定方案、优化布点、现场采样、样品运送、实验分析、数据收集、分析综合等过程。总的来说，就是计划-采样-分析-综合的获得信息的过程。
50年代，即早期的环境监测主要采用分析化学的方法对污染物进行分析，但由于环境污染物含量低（通常是ppm或ppb级别）、变化快，实际上是分析化学的发展，被称为污染源监测阶段。从60年代起人们逐渐认识到环境污染不仅包括化学物质的污染，也包括噪声污染；不仅包括污染源的监测，也包括环境背景值的监测，环境监测的范围扩大，手段更多，这个阶段被称作环境监测阶段。进入70年代，环境监测技术进入自动化、计算机化，发达国家相继建立全国性的自动化监测网络，这个阶段被称为自动监测阶段。
作業环境监测的主要手段包括物理性因子（对于聲音、熱、照明的监测），化学性因子（各种化学方法，包括重量法，分光广度法等），生物偵測（监测环境变化对生物及生物群落的影响）。
按照监测对象，环境监测分为环境质量监测和污染源监测两种。